# Elytraria bromoides
Elytraria bromoides là một loài thực vật có hoa trong họ Ô rô. Loài này được Anders Sandoe Oersted mô tả khoa học đầu tiên năm 1854.

## Phân bố
Guatemala, Mexico (trung tâm, vùng vịnh, đông bắc, đông nam), Texas.